# スターバック
スターバック（Starbuck、本名:ミカエル・マヤラハティ（Michael Majalahti）、1973年4月23日 - ）は、フィンランド系カナダ人のプロレスラーである。
北欧フィンランドのプロレス団体FCF（Fight Club Finland）の創設者兼プロモーター兼選手であった。

## 経歴
カナダのカルガリーでプロレスを学び、1990年代後半にフィンランドに渡る。その後、欧州マットを転戦し、2006年にフィンランドでFCFを創設。
2010年2月にFCFでTAJIRIとシングルで対戦。
その後、SMASHに所属選手を送り込み、2010年7月のSMASH.5&6の昼夜ダブルヘッダーで初来日。
以後SMASH.7から10にかけて、TAJIRI、AKIRAらとFCF王座を巡って争う。
2011年8月11日、SMASH王座決定トーナメント2回戦で天龍源一郎を破る。
2011年10月28日、SMASH王座決定トーナメント決勝戦でTAJIRIを破り初代王座を獲得。
2011年11月23日、自身の希望により全日本プロレスに初参戦。
2011年11月24日、デイブ・フィンレーを相手に初防衛戦に挑むも敗れ王座陥落。
2018年、フィンランドに新団体「SLAM! Wrestling Finland」を設立。

## 人物
フィンランド国内ではプロレスのみならず、デザイナー、ミュージシャンとしての活動も行っている。

## 得意技
すべての持ち技がフィニッシュ技のパイルドライバーへの布石となっているのが特徴。
- パイルドライバー
- タイガードライバー
- スーパーキック
- カーフブランディング
- ブルドッギング・ヘッドロック
- サイド・レッグスイープ （いわゆる「河津落とし」）
- フェースクラッシャー
- フィストドロップ
- エルボードロップ

## タイトル歴
WNC
- WNC王座 : 1回

SMASH
- SMASH王座 : 1回

FCF
- FCF王座 : 4回

IWS(Italian Wrestling Superstars)
- イタリアヘビー級王座 : 1回[10]
- イタリアン・インターコンチネンタル王座 : 1回

Euro Stars
- ヨーロピアンヘビー級王座 : 2回[11]

Top Catch
- ヨーロッパヘビー級選手権 : 1回